# Podișul Adrar

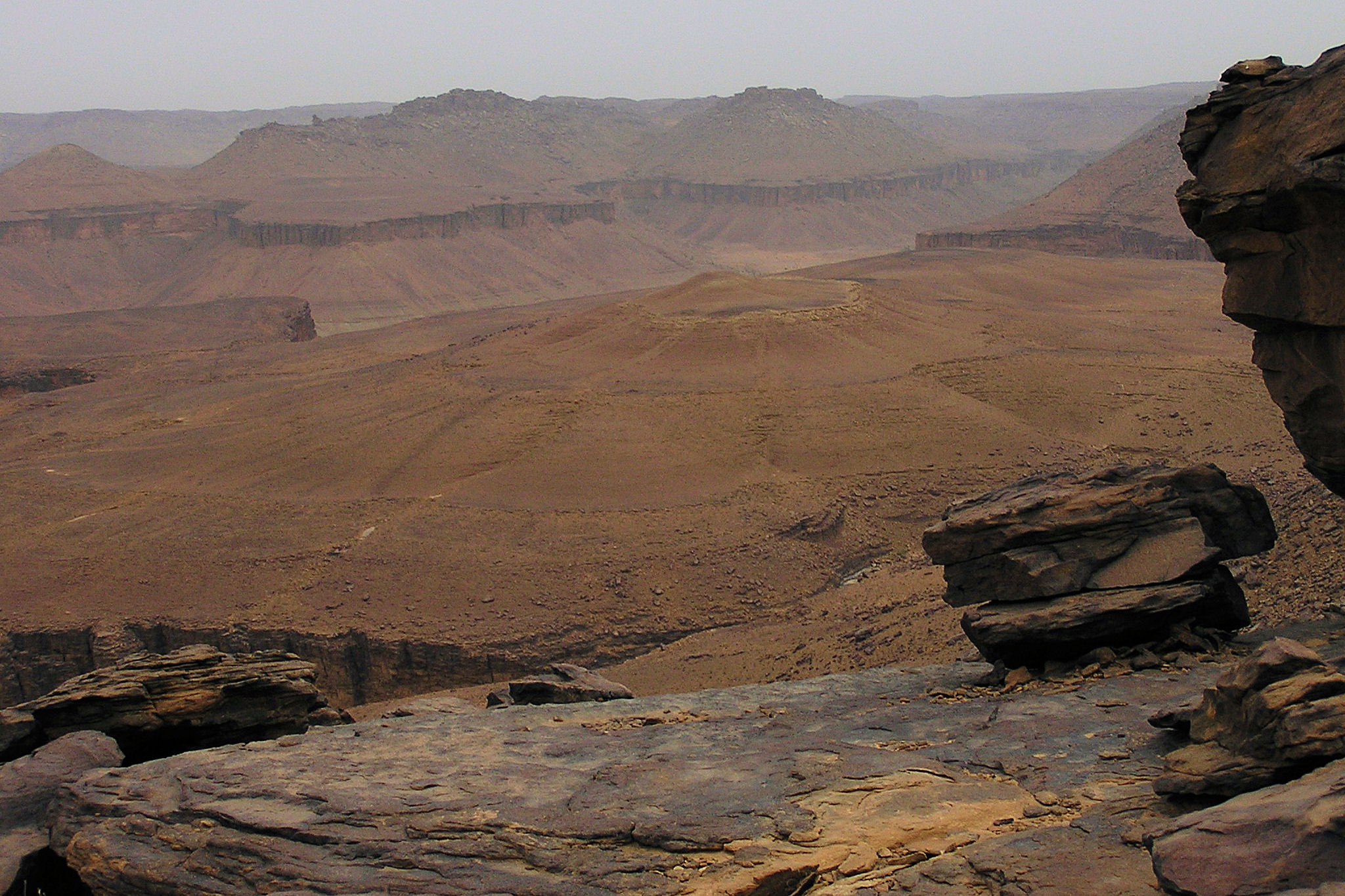
Peisaj din podişul Adrar

Adrar este o unitate de relief situată în deșertul Sahara, în partea de nord a Mauritaniei. A fost locuit intens încă din Neolitic, iar datorită procesului de deșertificare vestigiile au rămas aproape intacte, mai notabile fiind o serie de cercuri de piatră și orașul Azogui. Relieful cuprinde dune mișcătoare și defilee. Podișul dă numele regiunii Adrar din Mauritania; cea mai importantă lcoalitate din zonă este orașul Atar.